# Phytoecia acridula
Phytoecia acridula är en skalbaggsart som beskrevs av Holzschuh 1981. Phytoecia acridula ingår i släktet Phytoecia och familjen långhorningar. Inga underarter finns listade i Catalogue of Life.